# Yasmani Grandal
Yasmani Grandal (né le 8 novembre 1988 à La Havane, Cuba) est un receveur des White Sox de Chicago de la Ligue majeure de baseball.

## Carrière

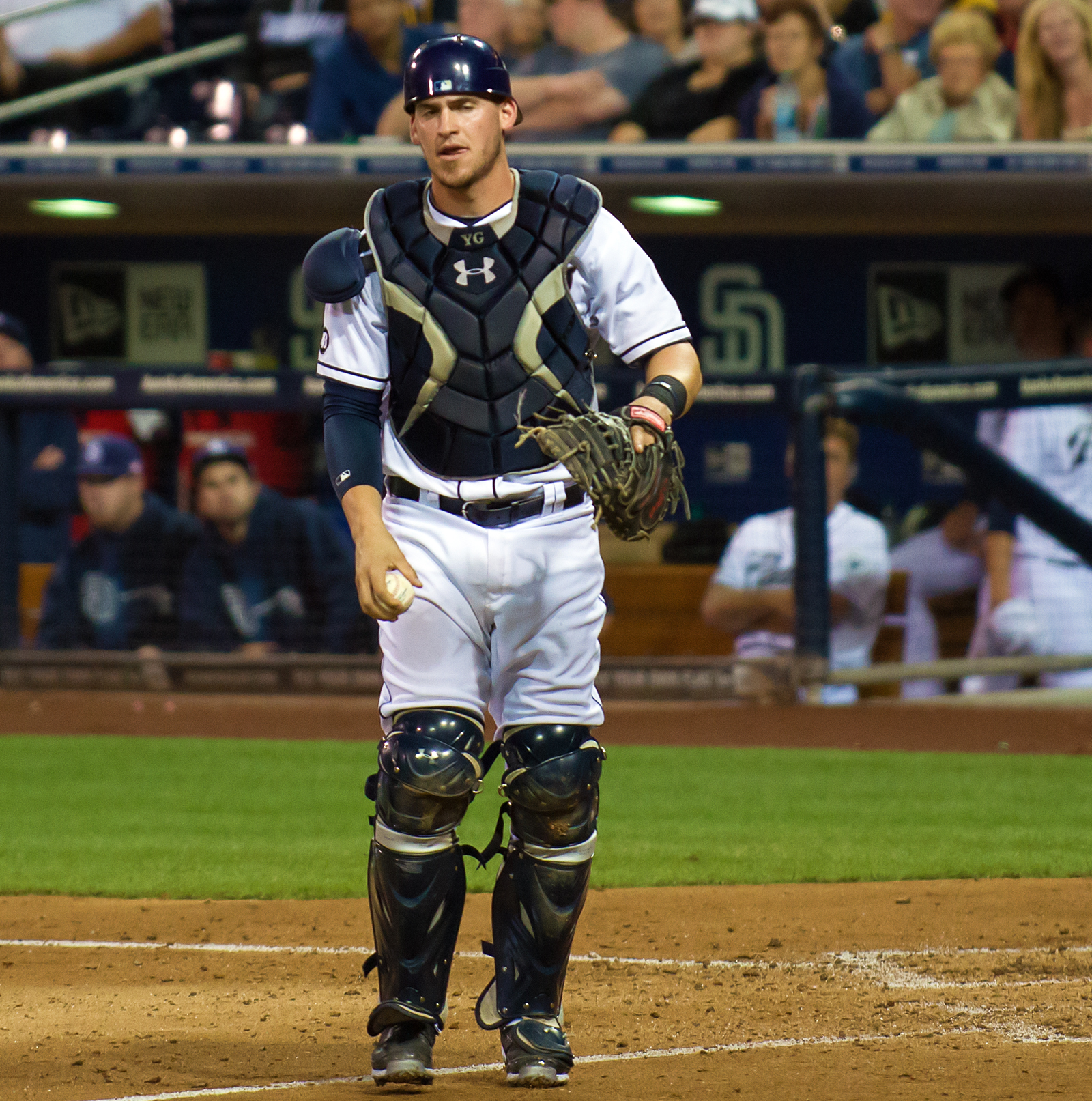
Yasmani Grandal en 2012 avec les Padres de San Diego.

Né à Cuba, Yasmani Grandal émigre à Miami, aux États-Unis, avec sa famille en 1999 et obtient la citoyenneté américaine cinq ans plus tard. Alors qu'il est au high school de Miami Springs en Floride, il est repêché au 27e tour de sélection en 2007 par les Red Sox de Boston. Il ne signe pas de contrat et s'inscrit à l'Université de Miami à Coral Gables, où il joue pour les Hurricanes. En juin 2010, les Reds de Cincinnati en font leur choix de première ronde. Il est le 12e joueur au total repêché par un club de la MLB cette année-là. Il apparaît en 53e place de la liste des 100 meilleurs joueurs d'avenir dressée par Baseball America après la saison de baseball 2011 et est mentionné parmi les meilleurs prospects des Reds de Cincinnati en 2010 et 2011.
Alors qu'il évolue en ligues mineures, Grandal est échangé aux Padres de San Diego en compagnie de trois autres jeunes joueurs, le lanceur droitier Edinson Volquez, le premier but et voltigeur Yonder Alonso et le lanceur droitier des ligues mineures Brad Boxberger, en retour du lanceur partant droitier Mat Latos le 17 décembre 2011.
Grandal, un receveur, fait ses débuts dans le baseball majeur le 2 juin 2012 avec les Padres de San Diego. Il réussit son premier coup sûr à son second match, le 30 juin, et il s'agit d'un coup de circuit frappé aux dépens du lanceur Christian Friedrich des Rockies du Colorado. Grandal complète sa saison recrue avec une moyenne au bâton de ,297 en 60 parties jouées. Il frappe 8 circuits et récolte 36 points produits.
Le 7 novembre 2012, Yasmani Grandal est suspendu par le baseball majeur pour usage de testostérone et non-respect de la politique de la ligue contre le dopage. Sa suspension de 50 parties sera purgée au début de la saison 2013.
Le 18 décembre 2014, après trois saisons à San Diego, Grandal passe aux Dodgers de Los Angeles en compagnie des lanceurs droitiers Joe Wieland et Zach Eflin dans la transaction qui envoie aux Padres le voltigeur étoile Matt Kemp, le receveur Tim Federowicz.
Après une saison à Milwaukee en 2019, il rejoint pour 2020 les White Sox de Chicago.